# Yrjö Sirola
 (avril 2025).
Pour les articles homonymes, voir Sirola.

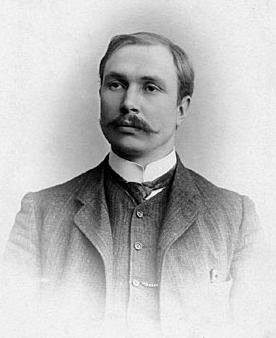
Yrjö Sirola (1905)

Yrjö Elias Sirola (né Yrjö Elias Sirén le 6 novembre 1876 à Piikkiö, mort le 18 mars 1936 à Moscou) est un homme politique finlandais. Il devient ministre des Affaires étrangères dans le gouvernement révolutionnaire de 1918. C’est le fondateur du Parti communiste de Finlande.

## Biographie
Après ses études dans un lycée de Vyborg, il devient enseignant à Hattula.
En 1903, il rejoint le Parti social-démocrate de Finlande (SDP). Après avoir travaillé pour le quotidien libéral Kotkan Sanomat en 1903, Sirén part pour Tampere pour  devenir l’éditeur du Kansan Lehti, un poste qu’il occupe de 1904 à 1906. C’est apparemment à cette période qu’il change son nom en Sirola, un nom finnois et non suédois. À partir de 1906, il devient aussi l’éditeur de Työmies (« Travailleur ») à Helsinki.
En 1905, il devient le secrétaire du SDP, ce qui lui fait tenir une position importante lors de la grève générale de cette année. Partisan d’une approche parlementaire dans une époque révolutionnaire, il renonce à se présenter comme secrétaire lors du congrès de 1906.
Il devient le vice-président de l’Eduskunta en 1908 et en 1909, mais la répression tsariste le conduit à émigrer en 1909 dans le Minnesota aux États-Unis. Il y travaille pour le Work People's College de Duluth jusqu’en 1913. Il retourne alors en Finlande, où il retrouve vite ses fonctions au sein du SPD où, en 1916, il est nommé au comité exécutif. En 1917, il est élu de nouveau à l’Eduskunta. Il y défend des thèses de gauche et soutient la Révolution bolchevique de novembre 1917. Avec Evert Huttunen, il se rend le 11 novembre à Petrograd pour y rencontrer Lénine.
De 1925 à 1927, sous le pseudonyme de Frank Miller, il est le représentant du Komintern au sein du Parti communiste des États-Unis d'Amérique. En 1930, après son 2e séjour aux États-Unis, il devient brièvement commissaire du peuple à l’Éducation de la République socialiste soviétique autonome de Carélie.
À la fin de sa vie, il est enseignant à l’université communiste des minorités nationales de l'Ouest.